# Sternarchella raptor
Sternarchella raptor is een straalvinnige vissensoort uit de familie van de staartvinmesalen (Apteronotidae). De wetenschappelijke naam van de soort is voor het eerst geldig gepubliceerd in 1996 door Lundberg, Cox Fernandes & Albert.